# Peut-être toi
«Peut-être toi» (с фр. — «Возможно ты») — пятый сингл Милен Фармер с её шестого студийного альбома Avant que l’ombre…, выпуск которого состоялся 21 августа 2006 года. Песня также исполнялась во время концертов Avant que l’ombre… à Bercy, в концертной версии песня начиналась с куплета, а не с припева как это было в альбомной версии, первый припев был заменен на пятиминутное интро. Слова к песне написала Милен, музыку Лоран Бутонна. Общий тираж сингла составил 50 000 экземпляров.

## Музыкальное видео
Клип на песню был создан японским режиссёром Кусуми Наоко, выпуск музыкального видео состоялся 21 июля.

## Виды релизов и треклисты
Форматы и издания, в которых вышел сингл «Peut-être toi»:
- CD сингл — Диджипак — Лимитированное издание

| №  | Название                       | Длительность |
| -- | ------------------------------ | ------------ |
| 1. | «Peut-être toi»                | 3:40         |
| 2. | «Peut-être toi» (instrumental) | 3:46         |

- CD maxi — Диджипак — Лимитированное издание

| №  | Название                                 | Длительность |
| -- | ---------------------------------------- | ------------ |
| 1. | «Peut-être toi» (single version)         | 3:40         |
| 2. | «Peut-être toi» (Miss Farmer's remix)    | 4:10         |
| 3. | «Peut-être toi» (Cox's remix club mix)   | 6:58         |
| 4. | «Peut-être toi» (full vocal Cox's remix) | 8:46         |

- CD сингл — Promo

| №  | Название                              | Длительность |
| -- | ------------------------------------- | ------------ |
| 1. | «Peut-être toi» (radio edit)          | 3:45         |
| 2. | «Peut-être toi» (Miss Farmer's remix) | 4:10         |

- 7" maxi / 7" maxi — Promo

| №  | Название                                 | Длительность |
| -- | ---------------------------------------- | ------------ |
| 1. | «Peut-être toi» (Cox's remix - club mix) | 6:58         |
| 2. | «Peut-être toi» (Miss Farmer's remix)    | 4:10         |
| 3. | «Peut-être toi» (single version)         | 3:45         |

- Цифровая загрузка

| №  | Название                              | Длительность |
| -- | ------------------------------------- | ------------ |
| 1. | «Peut-être toi» (radio edit)          | 3:45         |
| 2. | «Peut-être toi» (Miss Farmer's remix) | 4:10         |
| 3. | «Peut-être toi» (album version)       | 4:45         |
| 4. | «Peut-être toi» (2006 live version)   | 3:27         |
| 5. | «Peut-être toi» (клип)                | 4:04         |

- DVD — Promo

| №  | Название                     | Длительность |
| -- | ---------------------------- | ------------ |
| 1. | «Peut-être toi» (radio edit) | 4:04         |

## История релизов
| Дата            | Лейбл   | Страна                      | Формат            |
| --------------- | ------- | --------------------------- | ----------------- |
| 26 июня 2006    | Polydor | Франция, Бельгия, Швейцария | CD single — Promo |
| июль 2006       | Polydor | Франция, Бельгия, Швейцария | 7" maxi — Promo   |
| 21 августа 2006 | Polydor | Франция, Бельгия, Швейцария | 7" maxi           |
| 21 августа 2006 | Polydor | Франция, Бельгия, Швейцария | CD single         |
| 21 августа 2006 | Polydor | Франция, Бельгия, Швейцария | CD maxi           |

## Официальные версии
| Версии                         | Длительность              | Альбом                     | Год  |
| ------------------------------ | ------------------------- | -------------------------- | ---- |
| Альбомная версия               | 4:55                      | Avant que l'ombre...       | 2005 |
| Сингл/ Радио-версия            | 3:45                      | —                          | 2006 |
| Инструментальная               | 3:46                      | —                          | 2006 |
| Miss Farmer’s remix            | 4:10                      | —                          | 2006 |
| Cox’s remix — club mix         | 6:58                      | —                          | 2006 |
| Full vocal Cox’s remix         | 8:46                      | —                          | 2006 |
| Музыкальное видео              | 4:19                      | Music Videos IV            | 2006 |
| Живая версия (записано в 2006) | 3:27 (песня) 3:22 (видео) | Avant que l’ombre… à Bercy | 2006 |

## Авторы
Люди, работавшие над выпуском сингла: